# Wegkapelle Unterkienberg

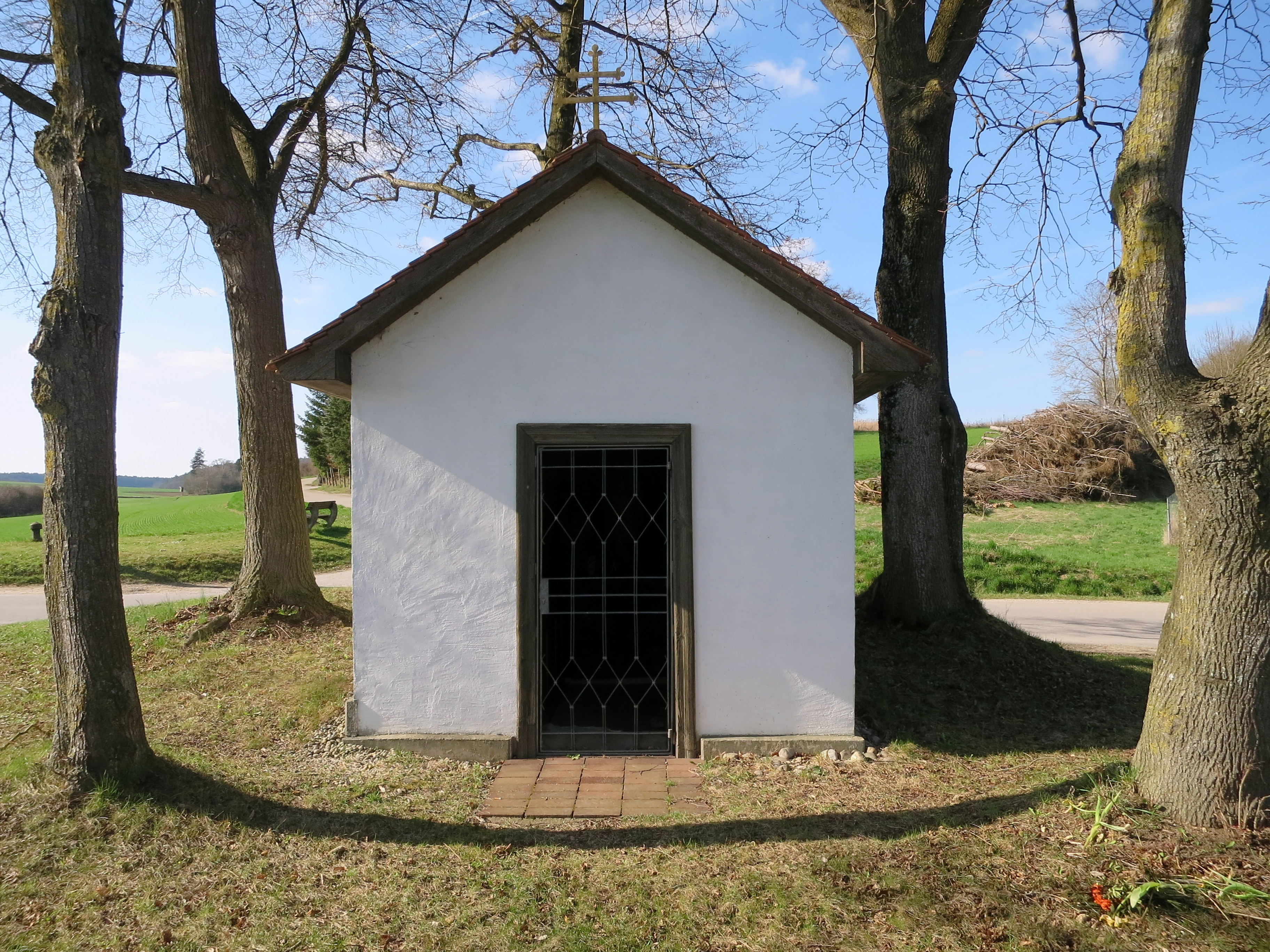
Wegkapelle Unterkienberg, gleich neben der Autobahn

Die Wegkapelle Unterkienberg ist eine kleine Kapelle im sogenannten Ziegelfeld des Ortsteils Unterkienberg der Gemeinde Allershausen im Landkreis Freising.
Im Ziegelfeld gleich neben der Autobahnunterführung steht die Kapelle, ein kleiner Massivbau mit eingezogener Apsis und Lourdesgrotte, die wohl um 1870/80 erbaut worden ist. Sie wird vom Lärm des Autoverkehrs umtost, wirkt aber als Ort der Ruhe und Einkehr.

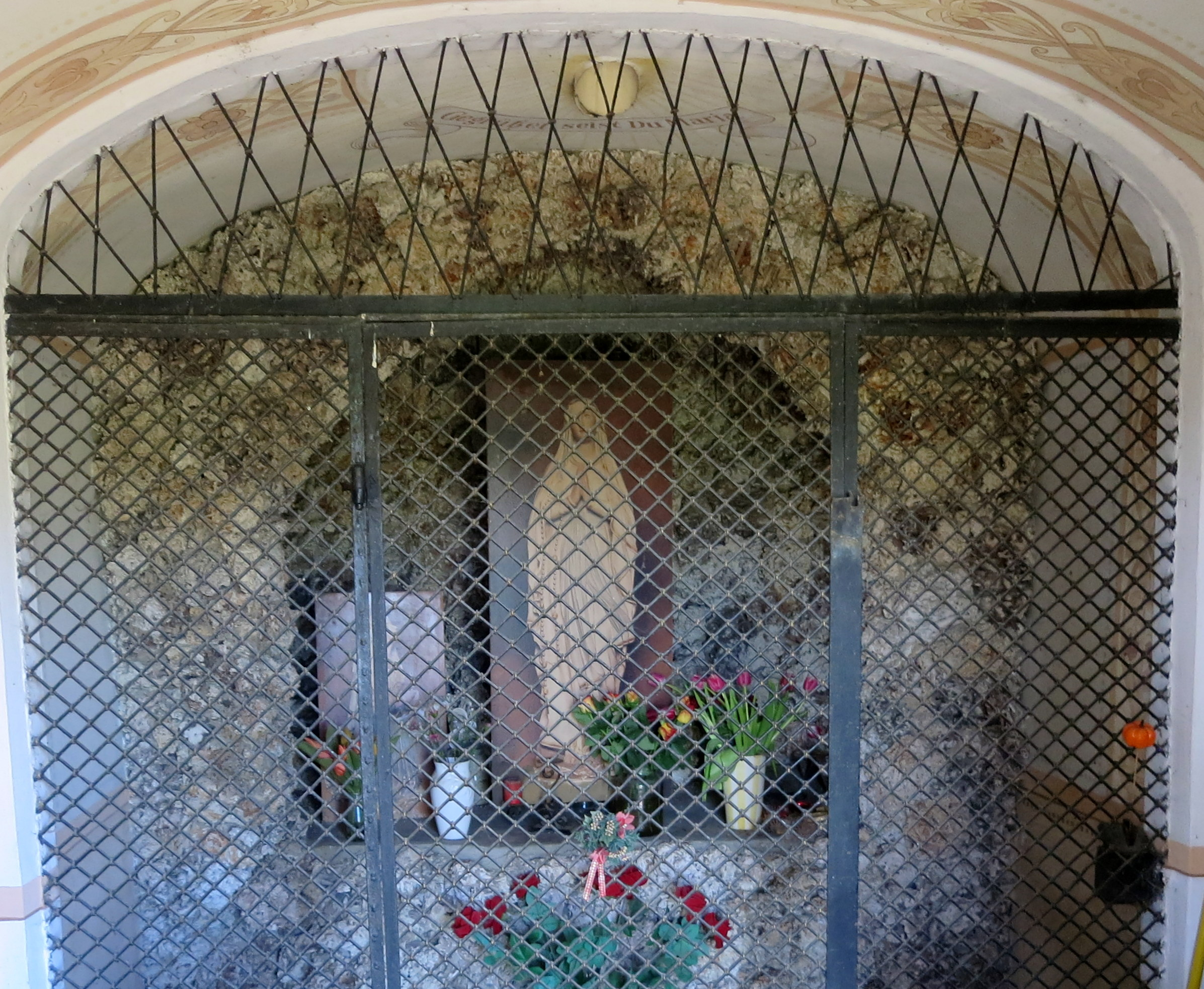
Lourdesmadonna
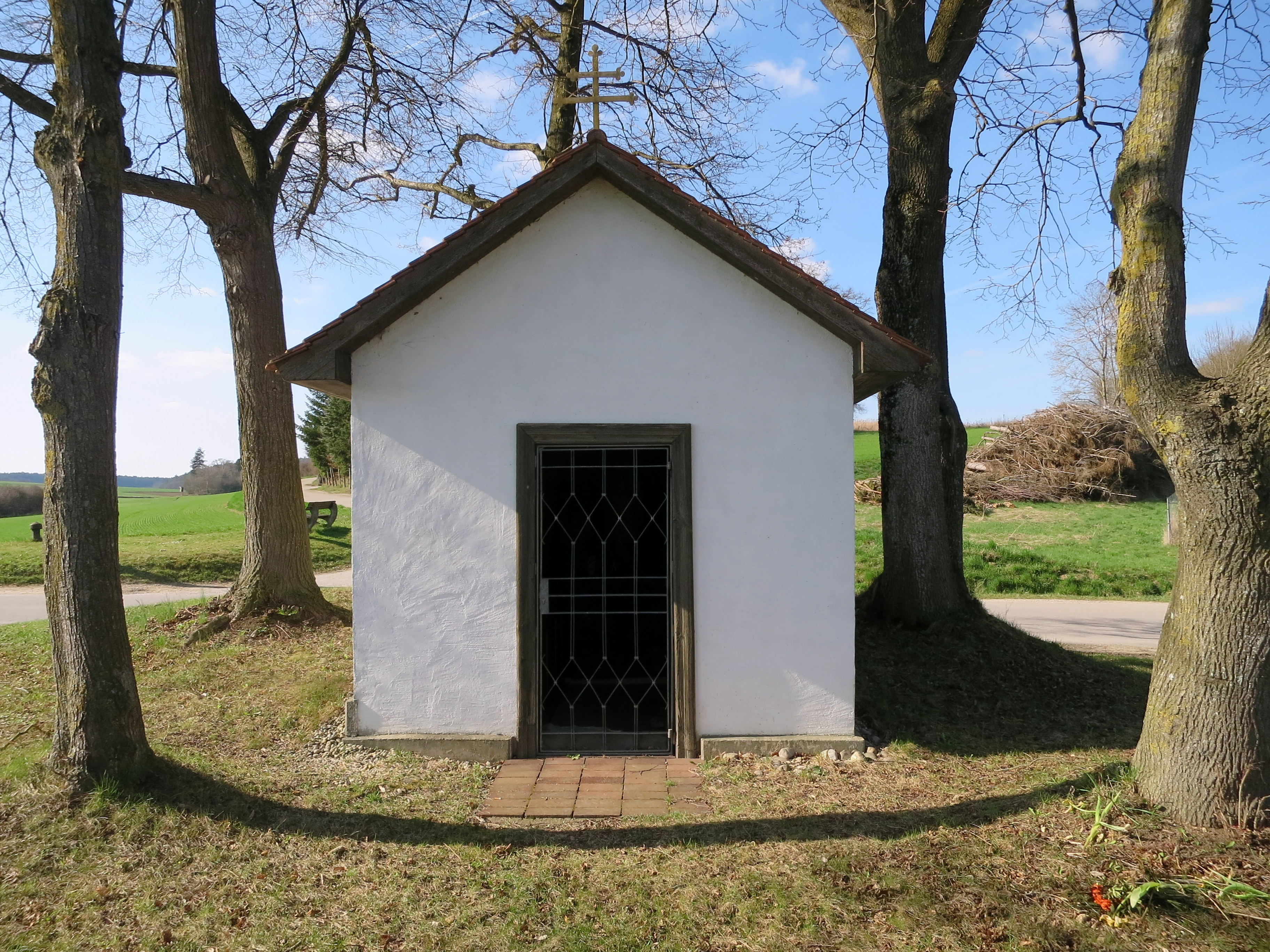
Scheinbar ruhige Lage
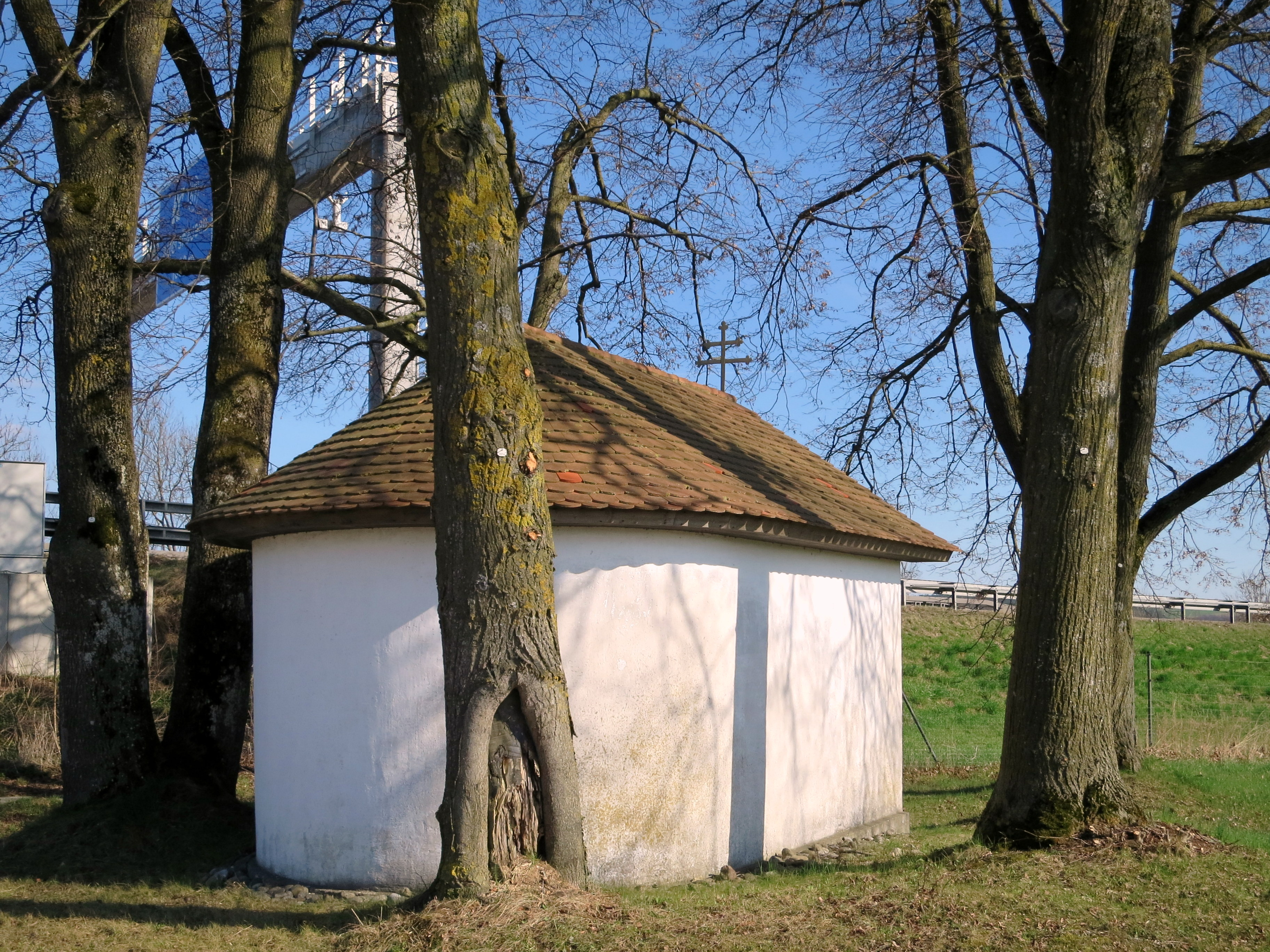
Sie wird umtost vom Autobahnlärm
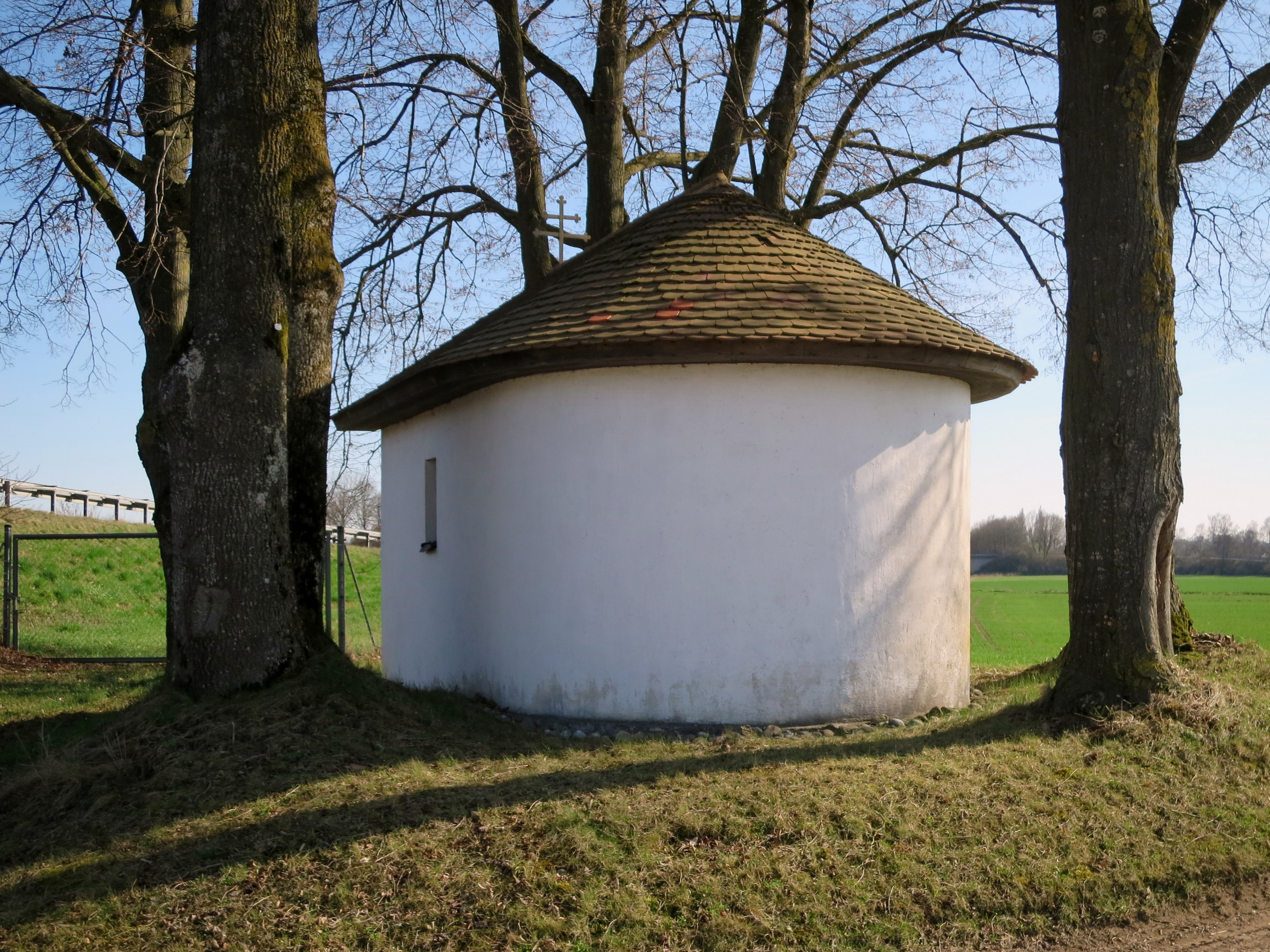
Eine Kapelle am Wege nach Aiterbach

Sie ist ein denkmalgeschütztes Baudenkmal mit der Aktennummer D-1-78-113-22 des BLfD.